# Philine (Film)
Philine ist eine 1944/45 entstandene deutsche Verwechslungskomödie von und mit Theo Lingen. Die Hauptrollen spielen Winnie Markus und Siegfried Breuer. Der Geschichte liegt das gleichnamige Bühnenstück von Jo Hanns Rösler, der auch am Drehbuch beteiligt gewesen war, zugrunde.

## Handlung
Der erfolgreiche junge Rechtsanwalt Thomas Bratt plant gerade, in seinen wohlverdienten Urlaub abzureisen, da betritt der Tierpräparator Benno Paradis seine Praxis. Obwohl er seine Ehefrau Berthe liebt, will er sich von ihr scheiden lassen, denn Berthe geht ihm gewaltig auf die Nerven. Sie will partout, dass sich Benno in einem Varieté als Tierstimmenimitator versucht, weil sie meint, dass er dafür Talent besitzt. Bratt hat überhaupt keine Lust auf diesen in seinen Augen lächerlichen Fall, doch der Klient in spe ist sehr hartnäckig. Und so gibt er den Schreibkram an die junge Stenotypistin Philine Dorn von der Schreibstube „Akademia“ ab. Bratt ist sofort Feuer und Flamme von der jungen Frau, die sich aber nicht darauf einlassen will, einer Einladung in sein Landhaus zu folgen. Erst als Thomas vorgibt, er bräuchte sie dort „rein dienstlich“ als Schreibkraft, ist Philine bereit, ihm dorthin zu folgen. Dort verliebt sich der bindungsscheue Anwalt in die junge Frau, die, um nicht als Beute eines notorischen Schürzenjägers zu enden, behauptet, dass sie bereits verheiratet ist. Auch hat Philine im Landhaus Fotos anderer Frauen entdeckt, die von Thomas offensichtlich schon häufiger hierher „abgeschleppt“ wurden und sie in ihrem Entschluss bestärken, sich nicht auf diesen Hallodri einzulassen.
Wieder zurück in der Stadt, kann Thomas Philine einfach nicht vergessen. Er will keinesfalls den Kontakt abreißen lassen und ruft kurzerhand in der „Akademia“ an. Dort erreicht er lediglich Philines Kollegin Karla, die von Philines Trick mit dem erfundenen Ehemann weiß. Als Bratt Karla fragt, wer denn der ominöse Gatte sei, sieht Karla die von Bratt hier abgegebene Akte Bennos auf dem Tisch und nennt daraufhin seinen Namen. Dieser wiederum hat sich mittlerweile umentschlossen und will sich nun doch nicht von seiner Berthe scheiden lassen. Benno hat an dem Gedanken Gefallen gefunden, sich als Tierstimmenimitator im Varieté zu versuchen. Bratt setzt nun alles auf eine Karte und besucht seinen Klienten, um diesem zu raten, die Scheidung von seiner mutmaßlichen Gattin Philine durchzuziehen. Er sagt Benno sogar auf den Kopf zu, dass er mit ihr soeben im Urlaub gewesen war. Als Philine von Karla erfährt, was diese Thomas erzählt hat, will sie ihr Spiel zunächst fortsetzen. Philine fährt zu Benno und bittet diesen, vor Thomas weiterhin ihren Ehemann zu geben; Berthe übernimmt die Rolle der Haushälterin. Doch Dr. Bratt durchschaut rasch die Charade, und aus ihm und Philine wird schlussendlich ein Paar.

## Produktionsnotizen
Die Dreharbeiten begannen am 23. Oktober 1944 und endeten Anfang 1945. Lingen drehte diesen Film nahezu parallel zu dem Film Liebesheirat in den Hostiwar-Ateliers in Prag. Bei Kriegsende befand sich der Film in der Musiksynchronisation. Die Uraufführung verspätete sich auf den 17. Februar 1949 in Würzburg. Berliner Premiere war am 15. Juli 1949 im Westteil der Stadt.
Heinrich Weidemann und Fritz Lück gestalteten die Filmbauten, an denen sich auch Karl Gatermann d. J. als Bühnenbildner betätigte. Hans R. Wunschel war für den Ton zuständig, Harry Dettmann war Aufnahmeleiter.

## Vorlage
Jo Hanns Röslers Theaterstück Philine fand seine Bühnenpremiere am 7. September 1943 in Berlins „Komödie“ am Kurfürstendamm. Viktor de Kowa und Maria Bard spielten hier die Hauptrollen.

## Kritik
Der Filmdienst urteilte knapp: „Kleine Liebeskomödie.“